# 에바 항공
에바 항공(중국어: 長榮航空, 영어: EVA Air, 대만: 2618)은 타오위안 국제공항을 허브 공항으로 이용하고 있는 대만의 항공사로 주로 아시아, 오세아니아, 유럽, 북아메리카 등에 취항한다. 그리고 이 항공사는 에버그린 그룹의 제휴 항공사이자 민간 기업으로는 대만에서 중화항공 다음으로 2번째로 큰 항공사로 본사는 타오위안시에 위치해 있으며 스타 얼라이언스의 일원이다.

## 개요
에바 항공은 1989년 3월 8일에 설립되었다. 항공 화물, 항공 식품(catering), 항공기 지상 운전, 항공 엔지니어링, 여행 패키지 서비스 등의 분야에 진출해 있다. 화물 브랜드인 에바 에어 "카고"는, 에버그린 마린 배송 네트워크와 제휴 연계된다. 에바 항공의 국내선 자회사인 유니 에어는 대만 내의 근거리 운송을 맡고 있다. 국제선에서 중화항공과 라이벌 관계에 해당된다. 또한 이 회사는 프리미엄 이코노미 석의 개척자로 잘 알려져 있다. 1991년 프리미엄 이코노미 제도를 시작하였다. 안전 운행 실적을 인정받아 대만 최초로 IATA로부터 IOSA(IATA Operations Safety Audit) 인증을 받았다. 2011년에 항공 동맹인 스타얼라이언스의 가입을 신청했으며 2013년에 항공 동맹인 스타얼라이언스에 정식으로 가입했다.

## 운항 노선
- 2012년 1월 현재 에바 항공은 다음과 같은 노선을 취항하고 있다.

### 코드셰어 협정
- 에바 항공은 다음과 같은 항공사에 코드셰어 하고 있으며 주로 스타얼라이언스 회원과 코드셰어를 하고 있다.[8]

| - 방콕 항공 - 산둥 항공 - 선전 항공 (스타얼라이언스) - 싱가포르 항공 (스타얼라이언스) - 아비앙카 항공 (스타얼라이언스) - 아시아나항공 (스타얼라이언스) - 에어 뉴질랜드 (스타얼라이언스) - 에어 인디아 (스타얼라이언스) - 에어 캐나다 (스타얼라이언스) - 유나이티드 항공 (스타얼라이언스) | - 전일본공수 (스타얼라이언스) - 준야오 항공 - 중국국제항공 (스타얼라이언스) - 코파 항공 (스타얼라이언스) - 타이 항공 (스타얼라이언스) - 터키항공 (스타얼라이언스) - 하이난 항공 - 홍콩 항공 |  |

## 보유 기종
- 2024년 4월 기준으로 에바 항공은 다음과 같은 기종을 보유하고 있으며 평균 기령은 10.8년이다.[9][10]

## 에바항공 카고
에바항공 카고(영어: EVA Air Cargo)는 에바 항공의 화물 항공사로 1989년에 설립했으며 주력 기종은 맥도넬더글러스 MD-11F 기종과 보잉 747-400BDSF, 보잉 747-400F 기종으로 에어버스 A330-200, 에어버스 A330-300과 보잉 777-300ER 항공기가 도입되면서 항공화물 시장의 요구를 충족하기 위해 일부 보잉 747-400 항공기를 화물기로 개조했었다. 지금은 보잉 B777F 항공기를 운행하고 있다. 에바항공 카고는 유럽, 아시아, 북아메리카를 운항하고 있다. 화물 작업은 첨단 장비와 같은 특별한 항목의 수송을 포함하는 다양한 것이 있다. 에바항공 카고는 50분의 50을 달성 자사의 목표를 세웠는데 여객 및 화물 운영 사이의 수익에 분할하고 있다. 주로 화물 작업이 많은 편에 해당한다.
2011년 11월 현재 에바항공 카고는 런던, 빈, 브뤼셀 및 로스앤젤레스를 포함한 미국 전 지역을 운항하고 있으며 이동 통신사까지 포함하여 국제 항공과 코드 공유를 가지고 있는 전일본공수, 영국항공 월드 카고, 오스트리아 항공과 루프트한자 카고가 있다.
최근들어 에바항공 카고는 포인트 투 포인트 노선에 북아메리카 화물 작업을 집중하고 있다. 2004년 에바항공 카고는 세계 상위 10대 최대의 항공 화물 업체로 선정되었다. 에어카고 세상의 2008 항공 화물 우수상 50의 에바항공 카고 여섯째로 선정되면서 산업 출판물 설문 조사, 화물 서비스 고객 서비스와 성능의 측정에서 평가를 받았다.

## 사진

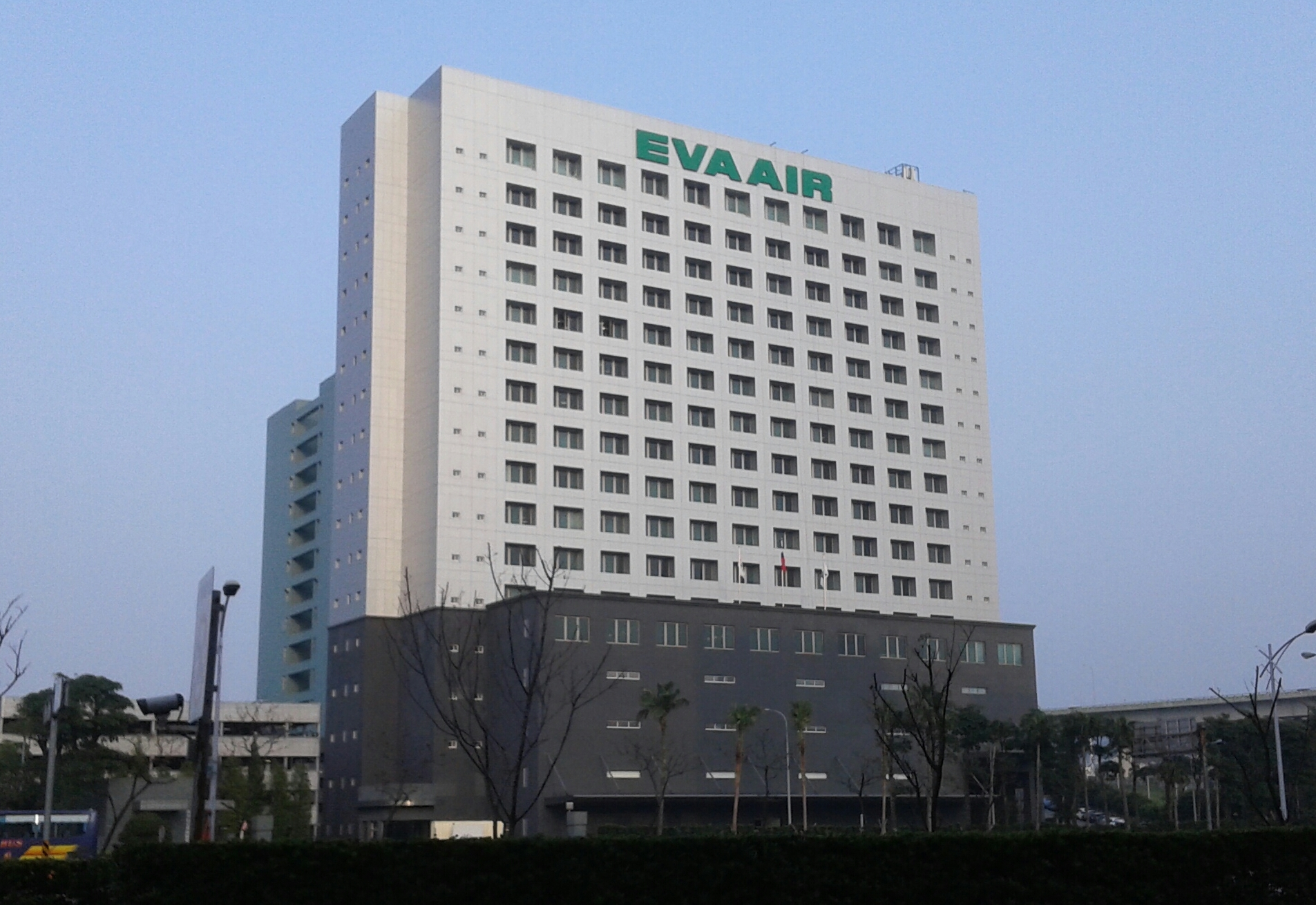
에바 항공의 본사
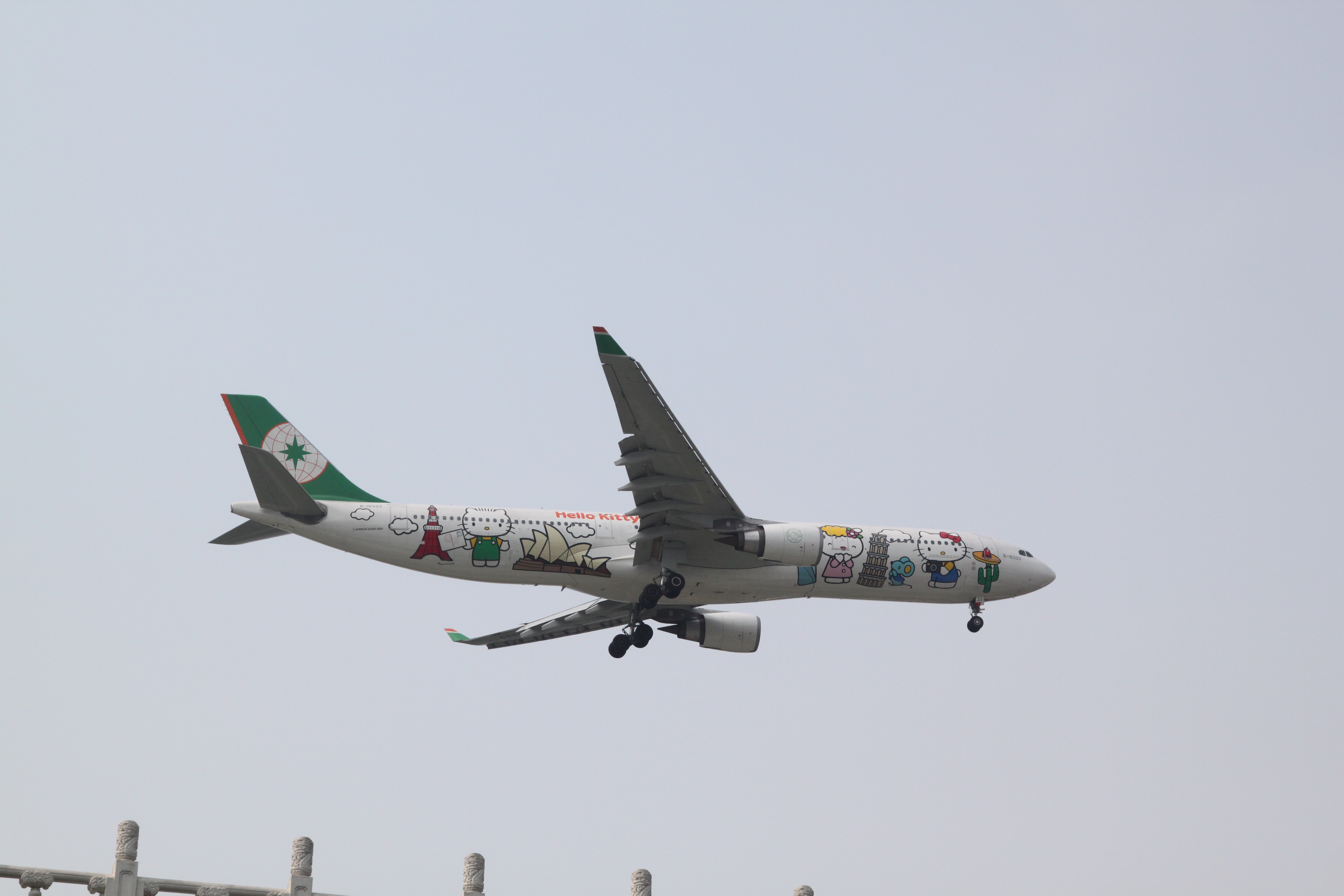
헬로키티 도장을 적용한 에바 항공의 에어버스 A330-300

## 같이 보기
- 에버그린 그룹
- 에버그린 마린
- 유니항공
- 대만 기업 목록
- 스타룩스 항공